# Hurley (Nova York)
Hurley és una concentració de població designada pel cens (census designated place) dels Estats Units a l'estat de Nova York, dins el terme municipal de Hurley, un town del mateix nom. Segons el cens del 2000 tenia 3.561 habitants.

## Demografia
Segons el cens del 2000, Hurley tenia 3.561 habitants, 1.415 habitatges, i 1.049 famílies. La densitat de població era de 250 habitants per km².
Dels 1.415 habitatges en un 31,2% hi vivien nens de menys de 18 anys, en un 62,3% hi vivien parelles casades, en un 8,1% dones solteres, i en un 25,8% no eren unitats familiars. En el 22% dels habitatges hi vivien persones soles l'11,5% de les quals corresponia a persones de 65 anys o més que vivien soles. El nombre mitjà de persones vivint en cada habitatge era de 2,51 i el nombre mitjà de persones que vivien en cada família era de 2,91.
Per edats la població es repartia de la següent manera: un 23,1% tenia menys de 18 anys, un 4,9% entre 18 i 24, un 25,5% entre 25 i 44, un 28,2% de 45 a 60 i un 18,3% 65 anys o més.
L'edat mediana era de 43 anys. Per cada 100 dones de 18 o més anys hi havia 87,5 homes.
La renda mediana per habitatge era de 58.624 $ i la renda mediana per família de 64.261 $. Els homes tenien una renda mediana de 43.750 $ mentre que les dones 28.611 $. La renda per capita de la població era de 27.458 $. Entorn de l'1,8% de les famílies i el 2,3% de la població estaven per davall del llindar de pobresa.